# Aristide Briand
Aristide Briand (Nantes, 28 de março de 1862 — Paris, 7 de março de 1932) foi um proeminente político, diplomata e estadista francês, amplamente reconhecido como uma das figuras mais influentes da Terceira República Francesa e da política internacional do século XX. Ele ocupou o cargo de primeiro-ministro da França em seis mandatos distintos entre 1909 e 1929 e foi Ministro das Relações Exteriores da França em 17 ocasiões, totalizando mais de 14 anos nesse posto. Briand recebeu o Nobel da Paz em 1926, compartilhado com o alemão Gustav Stresemann, pelos Tratados de Locarno, que promoveram a reconciliação europeia após a Primeira Guerra Mundial.
Sua trajetória política reflete uma evolução notável: de um ativista socialista radical nos anos iniciais, Briand passou a adotar uma postura pragmática e conciliatória, sendo expulso do Partido Socialista Francês em 1906 por integrar um governo considerado "burguês". Posteriormente, alinhou-se ao Partido Republicano-Socialista, mantendo uma visão progressista moderada. Ele é celebrado por sua autoria da Lei de Separação entre Igreja e Estado de 1905, um marco na secularização francesa, e por sua proposta visionária de uma união econômica europeia em 1929, precursora das ideias que culminariam na formação da moderna União Europeia.
Briand também foi uma figura complexa em sua vida pessoal: ateu declarado, fumante inveterado e apreciador de gastronomia, ele viveu uma existência marcada pela dedicação à política, sem deixar descendentes diretos conhecidos. Seu legado perdura em monumentos, escolas e na memória coletiva como um símbolo de paz e unidade continental.

## Biografia

### Infância e juventude
Aristide Briand nasceu em 28 de março de 1862, na cidade portuária de Nantes, na Bretanha, sob o regime do Segundo Império Francês de Napoleão III. Filho de Pierre-Guillaume Briand, um pequeno comerciante e dono de uma pousada, e Madeleine Bouchaud, uma dona de casa, ele cresceu em um ambiente de classe média baixa, imerso nas tensões sociais da época. O colapso do Império em 1870, após a Guerra Franco-Prussiana, e o advento da Terceira República Francesa moldaram seu contexto de formação.
No Lycée de Nantes (atual Lycée Georges Clemenceau), Briand destacou-se como um aluno talentoso e carismático. Em 1877, aos 15 anos, conheceu o escritor Jules Verne, então uma figura influente em Nantes, iniciando uma amizade que marcou sua juventude e despertou seu interesse por ideias progressistas e humanistas. Após concluir o ensino secundário, mudou-se para Paris para estudar Direito, obtendo o título de advogado, mas rapidamente se voltou ao jornalismo e à política, atraído pelos movimentos socialistas emergentes.

### Carreira inicial e ativismo socialista
Briand começou sua carreira como jornalista, escrevendo para o jornal anarquista Le Peuple e dirigindo temporariamente La Lanterne, um periódico conhecido por sua crítica ao establishment político. Em 1904, uniu-se a Jean Jaurès, líder carismático do socialismo francês, para fundar o jornal L'Humanité, que se tornaria um pilar da imprensa de esquerda na França.
Como ativista, Briand desempenhou um papel crucial no movimento sindicalista. No Congresso dos Trabalhadores de Nantes, em 1894, defendeu vigorosamente a criação de sindicatos, opondo-se à linha revolucionária de Jules Guesde, que priorizava a luta armada. Eleito deputado em 1902, após várias tentativas frustradas, emergiu como uma liderança no Partido Socialista Francês, promovendo a união da esquerda no chamado "Bloco" para conter as forças conservadoras na Câmara dos Deputados da França.

### Separação entre Igreja e Estado
Briand alcançou projeção nacional ao liderar a elaboração da Lei de Separação entre Igreja e Estado de 1905, um dos pilares da laicidade francesa. Nomeado relator da comissão parlamentar responsável, apresentou um relatório magistral que conciliava a secularização do Estado com a garantia da liberdade religiosa, evitando rupturas partidárias. Sua habilidade negociadora assegurou a aprovação da lei em 9 de dezembro de 1905, consolidando sua reputação como político astuto.
Em 1906, aceitou o cargo de Ministro da Instrução Pública e Cultos no governo de Ferdinand Sarrien, supervisionando a implementação da lei durante um período de tensões, como os inventários de bens eclesiásticos. Essa decisão, vista como uma traição aos ideais socialistas radicais, resultou em sua expulsão do Partido Socialista em março de 1906, marcando sua transição para uma postura mais pragmática.

### Controvérsia sobre a Maçonaria
Briand teve uma relação ambígua com a Maçonaria. Em julho de 1887, tentou ingressar na loja maçônica Le Trait d'Union, mas enfrentou resistência e foi declarado "indigno" em 6 de setembro de 1889, possivelmente por suas posições políticas radicais à época. Em 1895, juntou-se à organização Les Chevaliers du Travail, fundada em 1893, que alguns associam à Maçonaria devido à sua estrutura inspirada em lojas, mas que era, na verdade, um grupo trabalhista independente alinhado aos seus ideais de igualdade social. A falta de registros definitivos em fontes primárias mantém essa questão em debate entre historiadores.

## Carreira como Primeiro-Ministro

### Primeiros mandatos (1909-1913)
Briand assumiu o cargo de Primeiro-Ministro pela primeira vez em 24 de julho de 1909, sucedendo Georges Clemenceau. Seu governo enfrentou greves ferroviárias e tensões sociais, mas ele optou por uma abordagem conciliatória, rejeitando o uso da força militar contra os trabalhadores, o que contrastava com a postura rígida de seu antecessor. Renunciou em 2 de março de 1911, desgastado por disputas internas.
Retornou brevemente ao cargo em 21 de janeiro de 1913, sucedendo Raymond Poincaré, mas seu mandato durou apenas dois meses, até 22 de março, devido à instabilidade política e à falta de apoio parlamentar sólido.

### Primeira Guerra Mundial (1915-1917)

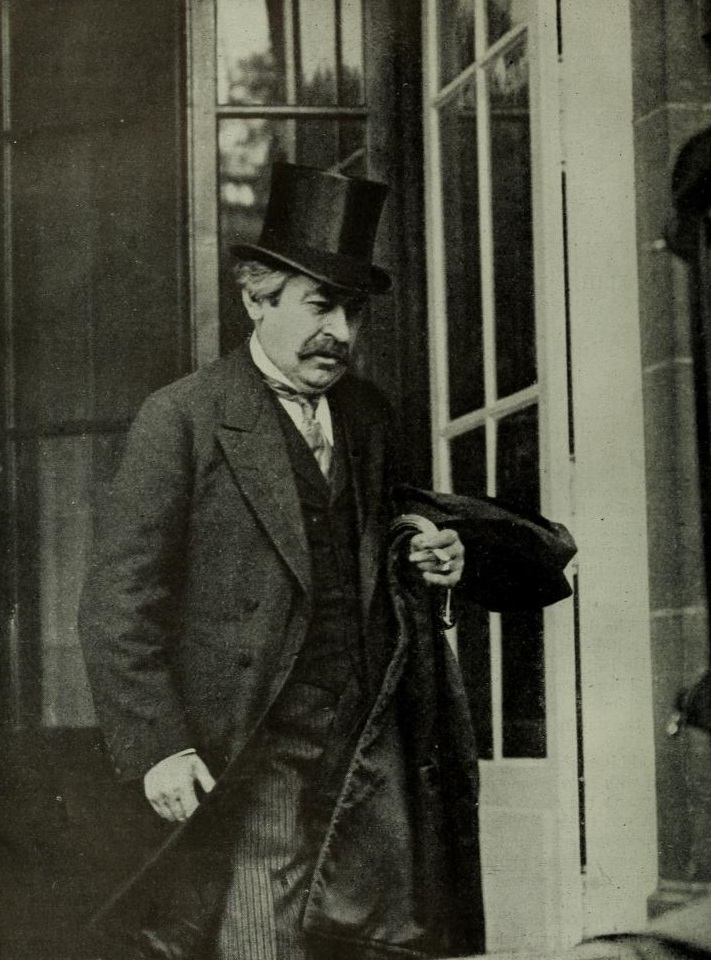
Aristide Briand durante a Primeira Guerra Mundial, c. 1916

Durante a Primeira Guerra Mundial, Briand voltou ao poder em 29 de outubro de 1915, sucedendo René Viviani. Assumiu simultaneamente o Ministério das Relações Exteriores, enfrentando uma crise militar após derrotas francesas e a entrada da Bulgária no conflito ao lado das Potências Centrais. Mediou tensões entre os generais Joseph Gallieni, Ministro da Guerra, e Joseph Joffre, comandante-em-chefe, especialmente após o ataque alemão na Batalha de Verdun em fevereiro de 1916. Sua gestão foi criticada por falta de firmeza estratégica, mas ele conseguiu manter a coalizão governamental.
Em dezembro de 1916, reformulou o gabinete, reduzindo o Conselho de Ministros de 23 para 10 membros e promovendo Robert Nivelle como comandante-em-chefe. Divergências sobre a planejada Ofensiva Nivelle, que resultou em fracasso em 1917, levaram à sua renúncia em 20 de março de 1917, sendo sucedido por Alexandre Ribot.

### Pós-guerra e ascensão diplomática (1921-1929)
Briand retornou ao cargo de Primeiro-Ministro em 16 de janeiro de 1921, sucedendo Georges Leygues. Liderou a delegação francesa na Conferência Naval de Washington (1921-1922), negociando limites navais que protegiam os interesses franceses no Mediterrâneo. Renunciou em 15 de janeiro de 1922, após falhar em obter concessões alemãs sobre reparações de guerra.
Voltou ao poder em 28 de novembro de 1925, sucedendo Paul Painlevé, e permaneceu até 20 de julho de 1926, período marcado pelos Tratados de Locarno. Seu último mandato como Primeiro-Ministro, de 29 de julho a 2 de novembro de 1929, foi breve, mas significativo pela proposta de união europeia.

## Ministro das Relações Exteriores e Legado Internacional

### Tratados de Locarno e Nobel da Paz

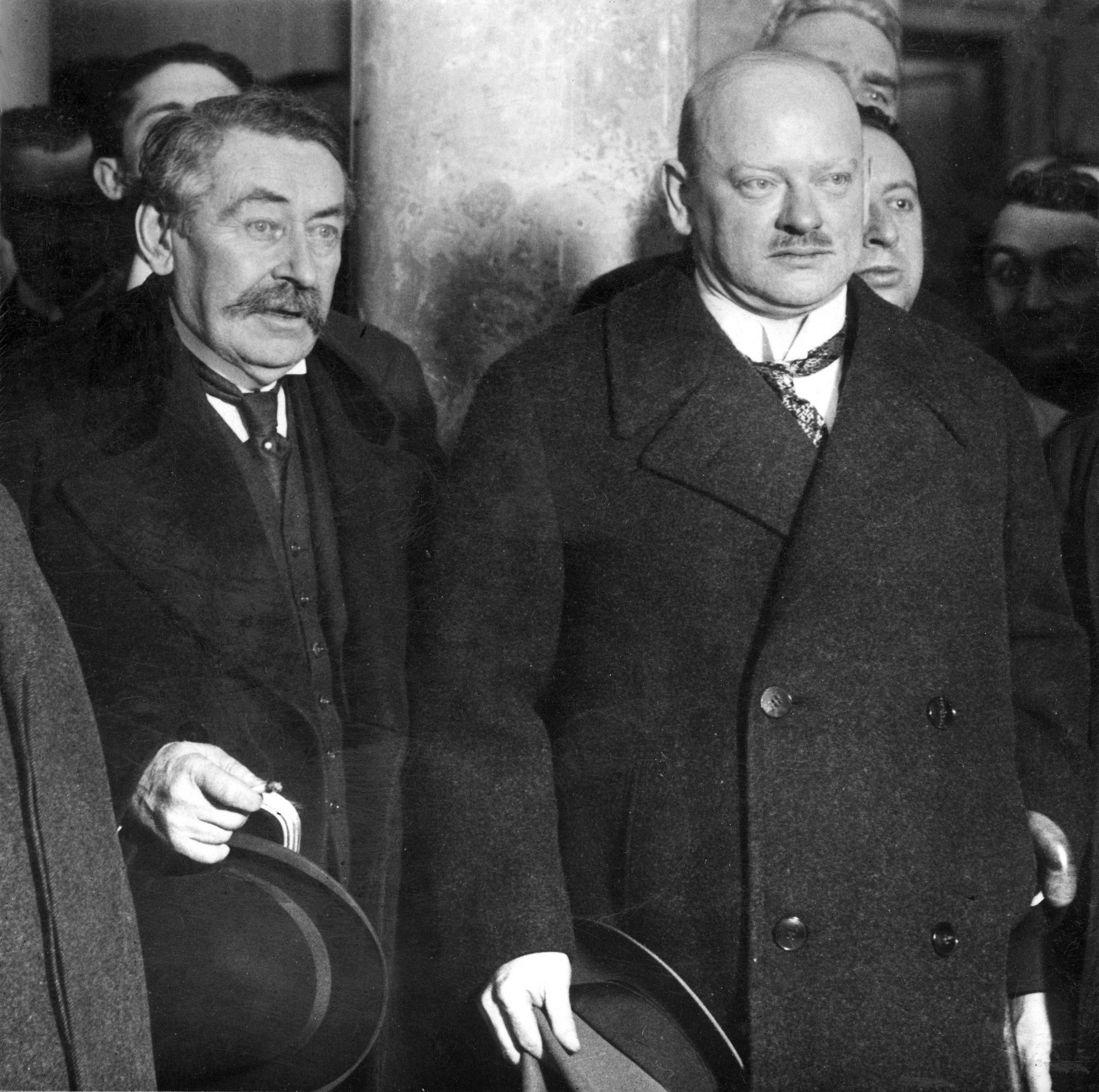
Aristide Briand (à esquerda) com Gustav Stresemann em 1926, celebrando os Tratados de Locarno

Como Ministro das Relações Exteriores (1925-1932), Briand foi o arquiteto dos Tratados de Locarno, assinados em dezembro de 1925, que garantiram as fronteiras pós-guerra entre França, Alemanha e Bélgica e promoveram a reconciliação europeia. Sua parceria com Gustav Stresemann, chanceler alemão, foi fundamental, rendendo-lhes o Nobel da Paz em 1926. Os tratados também abriram caminho para a entrada da Alemanha na Liga das Nações em 1926.

### Pacto Kellogg-Briand
Em 1927, Briand propôs ao Secretário de Estado dos EUA, Frank B. Kellogg, um pacto bilateral para renunciar à guerra como instrumento de política externa. Expandido em 1928 como o Pacto Kellogg-Briand, foi assinado por 62 nações em 27 de agosto de 1928, em Paris. Apesar de sua ambição de promover a paz mundial, o tratado carecia de mecanismos de enforcement, limitando seu impacto prático.

### Acordo Briand-Ceretti
Em 1926, Briand negociou o Acordo Briand-Ceretti com o Vaticano, concedendo ao governo francês influência na nomeação de bispos católicos, equilibrando a laicidade estatal com as relações diplomáticas com a Igreja.

### Plano Briand para a União Europeia
Em 5 de setembro de 1929, Briand apresentou à Liga das Nações um discurso propondo uma união econômica e política da Europa. Detalhado em seu "Memorando sobre a Organização de um Regime de União Federal Europeia" (1930), o plano visava conter o crescente poder alemão e promover a estabilidade continental. A Grande Depressão e a morte de Stresemann em outubro de 1929 impediram sua realização, mas o plano é amplamente reconhecido como uma inspiração para a futura União Europeia.

## Vida Pessoal
Briand teve uma vida pessoal relativamente discreta, mas marcada por peculiaridades. Em 1890, casou-se com Lucie Buffet, uma relação que durou até 1906, quando se separaram; não há registro oficial de divórcio ou filhos. Ateu convicto, rejeitava dogmas religiosos, alinhando-se ao secularismo que defendeu na lei de 1905. Era conhecido como fumante inveterado, apreciador de boa comida e vinho, hábitos que contribuíram para problemas cardíacos que culminaram em sua morte.
Briand mantinha uma rotina simples, vivendo em um apartamento modesto em Paris e evitando ostentações. Sua amizade com Jules Verne na juventude e sua relação profissional com Stresemann na maturidade destacam-se como conexões pessoais significativas. Rumores de um suposto affair com a Princesa Marie Bonaparte (conhecida como "Princesa George") durante a Primeira Guerra Mundial, quando ela aspirava influenciar a política grega, nunca foram confirmados e permanecem especulativos.
Faleceu em 7 de março de 1932, aos 69 anos, em Paris, vítima de insuficiência cardíaca. Seu funeral, realizado com honras de Estado, atraiu milhares, refletindo seu impacto nacional e internacional.

## Legado e Impacto Cultural
Aristide Briand é lembrado como um dos maiores estadistas do século XX, combinando idealismo socialista com pragmatismo diplomático. Sua visão de uma Europa unida, expressa no Plano Briand, influenciou gerações posteriores e é frequentemente citada como precursora da União Europeia. No plano interno, sua defesa da laicidade moldou a identidade moderna da França.
Seu nome foi imortalizado em diversos locais: o Collège Aristide Briand em Saint-Nazaire, ruas em Paris e Nantes, e uma estátua em sua homenagem no Quai d'Orsay. Em 1932, o jornal Le Figaro descreveu-o como "o apóstolo da paz", uma alcunha que reflete seu legado pacifista.